# مانوئل دی ایروندو
مانوئل دی ایروندو (انگلیسی: Manuel de Iriondo؛ زادهٔ ۶ مهٔ ۱۹۹۳) بازیکن فوتبال اهل آرژانتین است.